# Nedžad Husić
Nedžad Husić (Sarajevo, 15 de septiembre de 2001) es un deportista bosnio que compite en taekwondo.
En los Juegos Europeos de Cracovia 2023 consiguió una medalla de plata en la categoría de –74 kg. Ganó tres medallas en el Campeonato Europeo de Taekwondo entre los años 2021 y 2024.
Participó en los Juegos Olímpicos de Tokio 2020, ocupando el quinto lugar en la categoría de –68 kg.

## Palmarés internacional
| Juegos Europeos    | Juegos Europeos          | Juegos Europeos   | Juegos Europeos |
| Año                | Lugar                    | Medalla           | Categoría       |
| ------------------ | ------------------------ | ----------------- | --------------- |
| 2023               | Krynica-Zdrój (Polonia)  | Medalla de plata  | –74 kg          |
| Campeonato Europeo |                          |                   |                 |
| Año                | Lugar                    | Medalla           | Categoría       |
| 2021               | Sofía (Bulgaria)         | Medalla de plata  | –74 kg          |
| 2022               | Mánchester (Reino Unido) | Medalla de plata  | –74 kg          |
| 2024               | Belgrado (Serbia)        | Medalla de bronce | –80 kg          |